# Homosexualität in der Mongolei

Geografische Lage der Mongolei

Homosexualität in der Mongolei ist legal, wird gesellschaftlich hingegen kaum in der Öffentlichkeit thematisiert.

## Legalität
Schon seit 1961 ist Homosexualität in der Mongolei legal. Das Schutzalter liegt unabhängig von der sexuellen Orientierung einheitlich bei 16 Jahren.

## Antidiskriminierungsgesetze
Seit 2015 steht auf gesetzlicher Ebene ein Antidiskriminierungsgesetz, das eine Diskriminierung aufgrund der sexuellen Orientierung verbietet.

## Anerkennung gleichgeschlechtlicher Paare
In der Mongolei ist keine gleichgeschlechtliche Ehe erlaubt.